# Ivan Štarha
Ivan Štarha (29. května 1935 Ujčov – 21. září 2022 Brno) byl český a moravský archivář, historik, heraldik, vexilolog a sfragistik, v letech 1991–2000 ředitel Moravského zemského archivu v Brně.

## Život
Narodil se v roce 1935 v rodině obchodníka v Ujčově. V letech 1941–1946 navštěvoval obecnou školu ve Štěpánově a v letech 1946–1950 měšťanskou školu v Nedvědici a střední školu ve Štěpánově, odkud v roce 1950 přešel na gymnázium v Tišnově, kde jeho zájem o historii umocnili někteří profesoři. V Tišnově roce 1953, poté co absolvoval prázdninový kurz, který nahrazoval oktávu, odmaturoval. V témže roce začal studovat obor archivnictví - historie na Filozofické fakultě brněnské univerzity, kde si u profesora Jindřicha Šebánka osvojil lásku k archivní práci projevující se v celém jeho díle a důkladnost při vědecké činnosti. Během studia na filozofické fakultě začal objevovat své publikační schopnosti. Studium ukončil v roce 1958, kdy obhájil diplomovou práci K otázce právního naučení brněnského městského práva. Studie z městské diplomatiky 16.–17. století. K tomuto tématu se ve své odborné práci často vracel. Později, když již byl v Brně, se mimo jiné opět začal zabývat tématem městské diplomatiky, jež bylo jeho oblíbeným. V roce 1970 je rozšířil a po odevzdání disertační práce Právní naučení brněnského práva v době předbělohorské a složení rigorózních zkoušek získal doktorát filozofie (titul PhDr.).

### V Telči
Již během vysokoškolských studií pracoval v Telči v srpnu 1956, v období, kdy byl telčský archiv bez vedoucího, společně s dalšími brigádníky z brněnské fakulty. Většina zpřístupňovacích prací byla totiž vzhledem k nedostatku zaměstnanců prováděna brigádnicky, přičemž odbornější úkoly byly zajišťovány studenty v rámci placených brigád konaných v době prázdnin. Hned poté, co absolvoval vysokou školu, začal pracovat jako archivář. Dne 6. června 1958 nastoupil jako mladší archivní pracovník do Státního archivu v Telči. Zde zpracoval rozsáhlý archivní fond Okresní úřad Nové Město na Moravě.

### V Jihlavě
V roce 1959 odešel do Jihlavy, kde v archivním oddělení Jihlava Krajské správy ministerstva vnitra od 1. října 1959 působil jako referent pro archivy národních výborů. Ve funkci instruktora pro okresní archivy pak podstatně ovlivnil růst standardu okresních archivů, které se zařadily mezi přední archivy v České socialistické republice. Později hodnotil počátky budování okresních archivů v několika studiích, např. Jihomoravské okresní archivy v letech 1954–1960, nebo na jihlavský region zaměřená práce Archivy Jihlavského kraje v letech 1954–1960.
V Jihlavě Ivana Štarhu zastihla reorganizace státní správy, po níž v roce 1960 působil krátkou dobu i v Třebíči. Po s reorganizací státní správy spojených organizačních změnách v archivnictví působil (po krátkém působení ve funkci referenta pro okresní archivy) v letech 1960–1962 jako vedoucí jihlavské pobočky Státního archivu v Brně (depozitář II. oddělení v Jihlavě se další pobočkou brněnského státního archivu stal k 1. dubnu 1960). Pod ni přešla pobočka v Telči (Telč a Třebíč).

### V Brně
Po zrušení obou poboček přešel do brněnského ústředí archivu, kde nejprve krátce pracoval ve II. oddělení a v letech 1962–1964 jako instruktor pro podnikové archivy. V této době publikoval řadu statí o archivních fondech průmyslových podniků v podnikových archivech a také několik metodologických příspěvků, např. Ke scelování fondů v podnikových archivech (společně s Antonínem Ševčíkem). K problematice okresních archivů se Ivan Štarha vrátil v roce 1964. Věnoval se jim po stránce metodické a stál u počátků řady publikačních aktivit, např. Znaky a pečeti jihomoravských měst a městeček (1979). V roce 1967 se stal členem redakční rady časopisu Jižní Morava (od roku 1979 byl druhým výkonným redaktorem sborníku). Okresním archivům se věnoval i po suspendování z místa vedoucího odborného archiváře v roce 1974, které přišlo po potížích připravených mu po roce 1968 normalizačním režimem, a také po roce 1980, kdy místo vedoucího získal zpět. Tehdy byl jako instruktor pro okresní archivy v rámci reorganizace archivu postaven do čela nově zřízeného III. oddělení archivu.
Ivan Štarha se účastnil vydávání archivních pramenů, např. Bítešské Smolné knihy (1973), Černé knihy města Bíteše (1979, s E. Kneslem), publikací dějin měst a obcí, např. Bystřice nad Pernštejnem, vydávání Ročenek okresních archivů. Byl členem dalších redakčních rad: sborníku Jižní Morava, Vlastivědná ročenka Státního okresního archivu Blansko, Výroční zprávy jihomoravských státních okresních archivů, Výroční zprávy Moravského zemského archivu v Brně, Nové řady publikací Moravského zemského archivu Brno, ročenka Jihomoravské okresní archivy. Měl velký podíl na několika brožurkách propagujících fondy a archiválie okresních archivů. Redigoval reprezentativní publikaci Moravské zemské desky 1348/1642. V knize vydané v roce 1999 jsou otištěny celostránkové barevné fotografie obalů moravských zemských desek s heraldickou výzdobou.
V období 16. března 1990 – 31. května 1990 byl pověřen vedením Státního oblastního archivu v Brně. Od 1. června 1990 do 30. června 1991 byl jmenován zástupcem ředitele. Tehdy již archiv opět nesl obnovený historický název Moravský zemský archiv v Brně. Dnem 1. července 1991 se stal jeho ředitelem. Ve funkci působil do roku 2000, kdy k 31. březnu odešel do důchodu. Nadále v MZA v Brně působil na částečný úvazek, když vyhověl naléhání své nástupkyně ve funkci ředitele Moravského zemského archivu, Kateřiny Smutné, aby v archivu působil i nadále. Pracovně se orientoval na archivní metodiku okresních archivů, jimž se věnoval po celý profesní život. Konzultoval volby postupu zpracování různých typů fondů a posuzování archivních pomůcek státních okresních archivů. Koordinoval zpracovatelské činnosti v rámci celého archivu. Další část jeho činnosti tvořilo postupné zpracovávání archivních fondů vzešlých z činnosti Moravského zemského archivu. Skartoval jen ty písemnosti, které byly pro historii archivu zcela nepotřebné.
Od roku 1990 byl jako uznávaný znalec archivní problematiky členem vědecké archivní rady ministra vnitra. Jako uznávaný heraldik se stal členem komise pro udělování znaků a praporů Parlamentu České republiky (od 1991 – podvýbor pro heraldiku Parlamentu České republiky), s čímž souvisí jeho zájem o městská privilegia. S činností v Podvýboru pro heraldiku a vexilologii Parlamentu České republiky se pojilo posuzování návrhů obecních znaků a vlajek a jejich zveřejňování. Byl postupně předsedou (od 20. ledna 1996), čestným členem a čestným předsedou Moravské genealogické a heraldické společnosti. Do vzniku Moravské genealogické a heraldické společnosti (MGHS) existovala organizovaná heraldika a genealogie v Brně pod hlavičkou Genealogického a heraldického klubu při Závodním klubu ROH Královopolské strojírny v Brně. Ivan Štarha v orgánech Genealogického a heraldického klubu (GHK) nepracoval. Moravská genealogická a heraldická společnost se ustavila jako samostatný spolek na ustavující valné hromadě 20. ledna 1996. Na této schůzi byl Ivan Štarha zvolen jejím předsedou. Funkci předsedy vykonával až do valné hromady konané 20. února 2007, kdy již nadále nekandidoval. Za své zásluhy jej táž valná hromada jmenovala čestným členem Moravské genealogické a heraldické společnosti. Po úmrtí čestného předsedy Jiřího Loudy jej valná hromada Moravské genealogické a heraldické společnosti 16. února 2016 jmenovala čestným předsedou MGHS.
Je dokonalým znalcem archivních pramenů a znalcem dějin správy. Své zkušenosti jako externí učitel archivnictví předával dalším generacím archivářů na Filozofické fakultě Masarykovy univerzity v Brně. Takto působil i na Vojenské technické akademii Brno a na Střední škole informačních a knihovnických služeb. Zkušenosti Ivana Štarhy týkající se správního vývoje Moravy, zvláště odlišnosti od správního vývoje v Čechách, které získal při studiu archivního materiálu a které byly v literatuře obecně neznámé, byly vydány v roce 2005.
Rozsáhlému publikačnímu dílu Ivana Štarhy zaměřenému na problematiku archivní teorie a praxe (zvláště v Archivním časopisu) vévodí heraldické studie (komunální - městská a obecní heraldika) a všeobecně regionální dějiny (zvláště Bystřicko nad Pernštejnem – především ve Vlastivědném věstníku moravském, a jižní Morava – ve sborníku Jižní Morava). Věnuje se dějinám městské a vesnické správy do roku 1850 – jeho nejoblíbenějším tématem je hrdelní soudnictví. Dlouholetá činnost v Moravském zemském archivu jej přivedla k vlastivědnému zkoumání dějin řady jihomoravských měst a obcí. Od 90. let 20. století se věnoval především obecní heraldice a vexilologii. Společně s Karlem Müllerem v roce 1995 vydal publikaci Znaková privilegia měst, městeček a vsí na Moravě a ve Slezsku.
Z prací vydaných na začátku 3. tisíciletí vynikají na prvním místě u příležitosti 165. výročí založení Moravského zemského archivu v roce 1839 v roce 2003 vydané dějiny nejstaršího archivu na území České republiky. Této práci předcházelo zpracování řady analytických studií z dějin archivu, zvláště z let 1945 až 1989. Archivní prameny k vinařství jako zemědělské činnosti, která je tradiční pro jižní Moravu, zdůrazňuje publikace k dějinám moravského vinařství Historie vinařství na Moravě (2004).
V osobnosti Ivana Štarhy se úspěšně propojila odbornost archiváře a historika znajícího prameny a umějícího je reprodukovat a využívat při historickém bádání. Během pořádání archivních fondů získal poznatky, jež mu následně umožnily, aby se vyslovil k řadě historických a odborných archivních problémů. Zpočátku se jako historik věnoval sociálním a průmyslovým dějinám a dopravě na Českomoravské vrchovině (Bystřicko: otázka umístění pernštejnských železáren, historie štěpánovských železáren a postavení novoměstské dráhy), později se věnoval lnářské výrobě na Vysočině (zvláště lnářskému družstevnictví), aby se dále obrátil k dějinám zdejších jednotlivých měst, městeček a obcí, i sídel mimo tento region (je spoluautorem dějin Velkých Němčic, Rájce-Jestřebí, Bzence a dalších obcí). Podílel se i na vlastivědě Uherskohradišťska. Součástí řady bibliografií okresů jsou jeho cenné přehledy správního vývoje jednotlivých okresů bývalého Jihomoravského kraje. Napsal celkově několik set článků, recenzí, zpráv a jubilejních medailonků archivářů a historiků.